# Roschdy Zem
Roschdy Zem (in arabo رشدي زيم‎?; Gennevilliers, 28 settembre 1965) è un attore e regista francese di origine marocchina.

## Biografia
Nato da una famiglia di origine marocchina da giovane si divide tra due passioni, il calcio e il teatro. Scoperto da Josiane Balasko, che lo fa esordire nel 1987 con una piccola parte in Les Keufs, tra il 1991 e il 1993 ha due ruoli importanti in altrettanti film di André Téchiné. Con le intense interpretazioni in En avoir (ou pas) di Laetitia Masson e in N'oublie pas que tu vas mourir di Xavier Beauvois, entrambi del 1995, si segnala all'attenzione del grande pubblico. Dalla seconda metà degli anni '90 è un attore ricercatissimo dal cinema francese, sia di carattere autoriale che più prettamente popolare.
Per La truffa degli onesti (1999), diretto da Pierre Jolivet, ottiene una candidatura ai César, mentre nel 2006, insieme agli altri protagonisti di Indigènes, ottiene a Cannes il prestigioso prix d'interprétation masculine. Lo stesso anno fa il suo esordio alla regia con Mauvaise foi, da lui stesso interpretato. Il suo secondo lungometraggio, Omar m'a tuer (2011), basato su una storia vera, viene proposto dal Marocco nella selezione di film per la candidatura all'Oscar al miglior film in lingua straniera del 2012. Nel 2015 ha presieduto la giuria del 37º Festival du cinéma méditerranéen di Montpellier. Nel 2020 ha vinto il Premio César per il migliore attore con il film Roubaix, una luce nell'ombra.

## Filmografia

### Attore
- Les Keufs, regia di Josiane Balasko (1987)
- Niente baci sulla bocca (J'embrasse pas), regia di André Téchiné (1991)
- Sup de fric, regia di Christian Gion (1992)
- Ma saison préférée, regia di André Téchiné (1993)
- En avoir (ou pas), regia di Laetitia Masson (1995)
- N'oublie pas que tu vas mourir, regia di Xavier Beauvois (1995)
- Le plus beau métier du monde, regia di Gérard Lauzier (1996)
- Le Cœur fantôme, regia di Philippe Garrel (1996)
- Mémoires d'un jeune con, regia di Patrick Aurignac (1996)
- Clubbed to Death (Lola), regia di Yolande Zauberman (1997)
- L'Autre Côté de la mer, regia di Dominique Cabrera (1997)
- Fred, regia di Pierre Jolivet (1997)
- La Divine Poursuite, regia di Michel Deville (1997)
- Vive la République !, regia di Éric Rochant (1997)
- Una vita alla rovescia (Le monde à l'envers), regia di Rolando Colla (1998)
- Ceux qui m'aiment prendront le train, regia di Patrice Chéreau (1998)
- À vendre - In vendita (À vendre), regia di Laetitia Masson (1998)
- Vivre au paradis, regia di Bourlem Guerdjou (1998)
- Louise (take 2), regia di Siegfried (1998)
- Alice et Martin, regia di André Téchiné (1998)
- La Ville, regia di Yousry Nasrallah (1999)
- La truffa degli onesti (Ma petite entreprise), regia di Pierre Jolivet (1999)
- La Parenthèse enchantée, regia di Michel Spinosa (2000)
- Sauve-moi, regia di Christian Vincent (2000)
- Stand-by, regia di Roch Stéphanik (2001)
- Mia moglie è un'attrice (Ma femme est une actrice), regia di Yvan Attal (2001)
- Betty Fisher e altre storie (Betty Fisher et autres histoires), regia di Claude Miller (2001)
- Little Senegal, regia di Rachid Bouchareb (2001)
- Change-moi ma vie, regia di Liria Bégéja (2001)
- L'Origine du monde, regia di Jérôme Enrico (2001)
- Merci... Dr Rey !, regia di Andrew Litvack (2002)
- Le Raid, regia di Djamel Bensalah (2002)
- Blanche, regia di Bernie Bonvoisin (2002)
- Monsieur N., regia di Antoine de Caunes (2003)
- Chouchou, regia di Merzak Allouache (2003)
- Filles uniques, regia di Pierre Jolivet (2003)
- Les Clefs de bagnole, regia di Laurent Baffie (2003)
- Sansa, regia di Siegfried (2003)
- Camping à la ferme, regia di Jean-Pierre Sinapi (2004)
- 36 Quai des Orfèvres, regia di Olivier Marchal (2004)
- Ordo, regia di Laurence Ferreira Barbosa (2004)
- Vai e vivrai (Va, vis et deviens), regia di Radu Mihăileanu (2005)
- Ten'ja, regia di Hassan Legzouli (2005)
- Le Petit Lieutenant, regia di Xavier Beauvois (2005)
- La Californie, regia di Jacques Fieschi (2006)
- Days of Glory (Indigènes), regia di Rachid Bouchareb (2006)
- Mauvaise foi, regia di Roschdy Zem (2006)
- Détrompez-vous, regia di Bruno Dega (2007)
- La Très Très Grande Entreprise, regia di Pierre Jolivet (2008)
- La fille de Monaco, regia di Anne Fontaine (2008)
- Go Fast, regia di Olivier Van Hoofstadt (2008)
- Commis d'office, regia di Hannelore Cayre (2009)
- London River, regia di Rachid Bouchareb (2009)
- Tête de turc, regia di Pascal Elbé (2010)
- Amore facciamo scambio? (Happy Few), regia di Antony Cordier (2010)
- Uomini senza legge (Hors-la-loi), regia di Rachid Bouchareb (2010)
- Point Blank (À bout portant), regia di Fred Cavayé (2010)
- Una notte (Une nuit), regia di Philippe Lefebvre (2012)
- La fredda luce del giorno (The Cold Light of Day), regia di Mabrouk El Mechri (2012)
- Mains armées, regia di Pierre Jolivet (2012)
- Intersections, regia di David Marconi (2013)
- Giraffada (Girafada), regia di Rani Massalha (2014)
- La moglie del cuoco (On a failli être amies), regia di Anne Le Ny (2014)
- Bird People, regia di Pascale Ferran (2014)
- Il prezzo della gloria (La Rançon de la gloire), regia di Xavier Beauvois (2014)
- Alaska, regia di Claudio Cupellini (2015)
- Il prezzo del successo (Le Prix du succès), regia di Teddy Lussi-Modeste (2017)
- Le jeu, regia di Fred Cavayé (2018)
- Roubaix, una luce nell'ombra (Roubaix, une lumière), regia di Arnaud Desplechin (2019)
- La ragazza con il braccialetto (La Fille au bracelet), regia di Stéphane Demoustier (2019)
- Enquête sur un scandale d'État, regia di Thierry de Peretti (2021)
- L'innocente (L'Innocent), regia di Louis Garrel (2022)
- I figli degli altri (Les Enfants des autres), regia di Rebecca Zlotowski (2022)
- Les Miens, regia di Roschdy Zem (2022)
- 13 jours, 13 nuits, regia di Martin Bourboulon (2025)
- Elisa, regia di Leonardo Di Costanzo (2025)

### Regista
- Mauvaise foi (2006)
- Omar m'a tuer (2011)
- Bodybuilder (2014)
- Mister Chocolat (Chocolat) (2016)
- Persona non grata (2019)
- Les Miens (2022)

## Doppiatori italiani
- Pasquale Anselmo in 36 Quai des Orfévres, Point Blank
- Angelo Maggi in Vai e vivrai
- Andrea Lavagnino in Days of Glory
- Gaetano Varcasia in London River, La fredda luce del giorno, La moglie del cuoco
- Francesco Prando in Uomini senza legge
- Gianluca Iacono in Giraffada
- Tony Sansone ne Il prezzo della gloria
- Mimmo Strati in Roubaix, una luce nell'ombra
- Massimo Lodolo ne L'innocente
- Vittorio Guerrieri in Ritratto di famiglia

## Premi e riconoscimenti
- Festival di Cannes - 2006

Prix d'interprétation masculine - Indigènes
- Premio César - 2020

Miglior attore - Roubaix, una luce nell'ombra (Roubaix, une lumière)
- Premio Lumière - 2020

Miglior attore - Roubaix, una luce nell'ombra (Roubaix, une lumière)